# Corioli
Corioli es el nombre de una antigua localidad del Lacio (actual República Italiana) una antigua ciudadela de la tribu de los volscos, destruida por la Roma en el 491 a. C. e identificada por el topógrafo Antonio Nibby con la actual localidad de Monte Giove, junto a Genzano di Roma. 
Según las crónicas romanas, Corioli fue conquistada en una primera ocasión junto a las ciudades de Longula y Polusca, en el curso de una campaña militar contra los Volscos de Anzio. En el 493 a. C., el cónsul romano Póstumo Cominio Aurunco invadió el territorio de los volscos y Corioli fue finalmente conquistada tras un breve asedio, gracias al valor militar del joven patricio Coriolano, llamado así precisamente en recuerdo de dicha empresa. 
Los habitantes de Corioli durante el asedio, tuvieron noticias de que los volscos de Anzio estaban a punto de prestarles ayuda con un ejército numeroso. Envalentonados, abrieron imprudentemente las puertas de la ciudad para lanzarse contra los romanos; aprovechando éstos la apertura de las murallas para introducirse en la ciudad para saquearla. La ocupación estratégica de Corioli garantizaba a los romanos el acceso a la llanura pontina, a través de un corredor abierto entre los territorios de Aricia y de Ardea.
- Datos: Q1132979